# Гелле Гіллз Юнайтед
«Гелле Гіллз Юнайтед» (англ. Gelle Hills United Football Club) — напівпрофесіональний футбольний клуб з передмістя Конедобу Порту-Морсбі, в Папуа Новій Гвінеї.

## Історія
У сезоні 2006 та 2007/2008 років команда дійшла до Великого Фіналу напівпрфесійної Національної Соккер Ліги ПНГ і в обох поступилася «Хекарі Юнайтед». В сезоні 2008 року «Гелле Гіллз Юнайтед» та ще два клуби відмовилися від участі в національному чемпіонаті. Наступного сезону команда відновила свої виступи в національному чемпіонаті та посіла 7-ме місце в тому розіграші, але після цього більше не бере участі в ньому.

## Досягнення
- Національна Соккер Ліга ПНГ:
  -  Срібний призер (2): 2006, 2007/08

## Відомі гравці
- Девід Ауа
- Стівен Малі
- Соу Десмонд
- Ваку Десмонд